# 2つの詩曲 (スクリャービン)
2つの詩曲 作品32は、アレクサンドル・スクリャービンが作曲したピアノ曲。第1曲が多く演奏される。

## 概要
この2曲からなるピアノ曲は、1903年に作曲され、短期間で完成された。現在ではスクリャービンの代表作となっているが、第2曲は元来、スクリャービンが1900年頃から計画していた大規模な舞台作品『神秘劇』の断片に基づいている。しかし、この神秘劇は、わずかなスケッチを残したままスクリャービンが1915年に世を去ってしまったため未完成に終わった。（しかし、この『神秘劇』は後にアレクサンドル・ネムティンの補筆によって完成された。）

## 構成
2曲からなり、演奏時間は短く、約4分である。
- 第1曲 アンダンテ・カンタービレ
- 第2曲 アレグロ・コン・エレガンツァ